# 朱蓮
朱蓮（學名：Kalanchoe sexangularis）為景天科伽蓝菜属的物種。為多年生常綠亞灌木肉質植物，原產於非洲東南部。

## 形態
植株可高達0.6米至1米，根幼細而根系發達，葉無毛，葉為橢圓形，綠色，葉邊緣為紅色，當溫差大及日照充足時全葉變為紅色，葉片邊緣為鈍齒狀，花黃色，花期為冬季至春季。

## 特性
朱蓮為肉質植物，十分耐旱及耐寒，可抵禦華氏20至25度(大約攝氏-4至-6度)的低溫。

## 分佈
野生分佈於南非納塔爾省東部及津巴布韋，生長於山頂或山脊岩石坡的灌木叢中。

## 外部連結
1. ↑  Point Map of Kalanchoe sexangularis （页面存档备份，存于）http://eol.org （页面存档备份，存于） 朱蓮野生分佈地點
2. ↑  .   [2014-03-15]. （原始内容存档于2020-02-02）.
3. ↑  朱蓮開花圖片 （页面存档备份，存于）http://eol.org/ （页面存档备份，存于）
4. 1 2  Kalanchoe sexangularisGlobal Plants (formerly JSTOR Plant Science)
5. ↑  Kalanchoe sexangularis - Six-angled Kalanchoe （页面存档备份，存于）San Marcos Growers
6. ↑  Kalanchoe sexangularis （页面存档备份，存于）Kumbula Indigenous Nursery